# 死神玉米片挑战

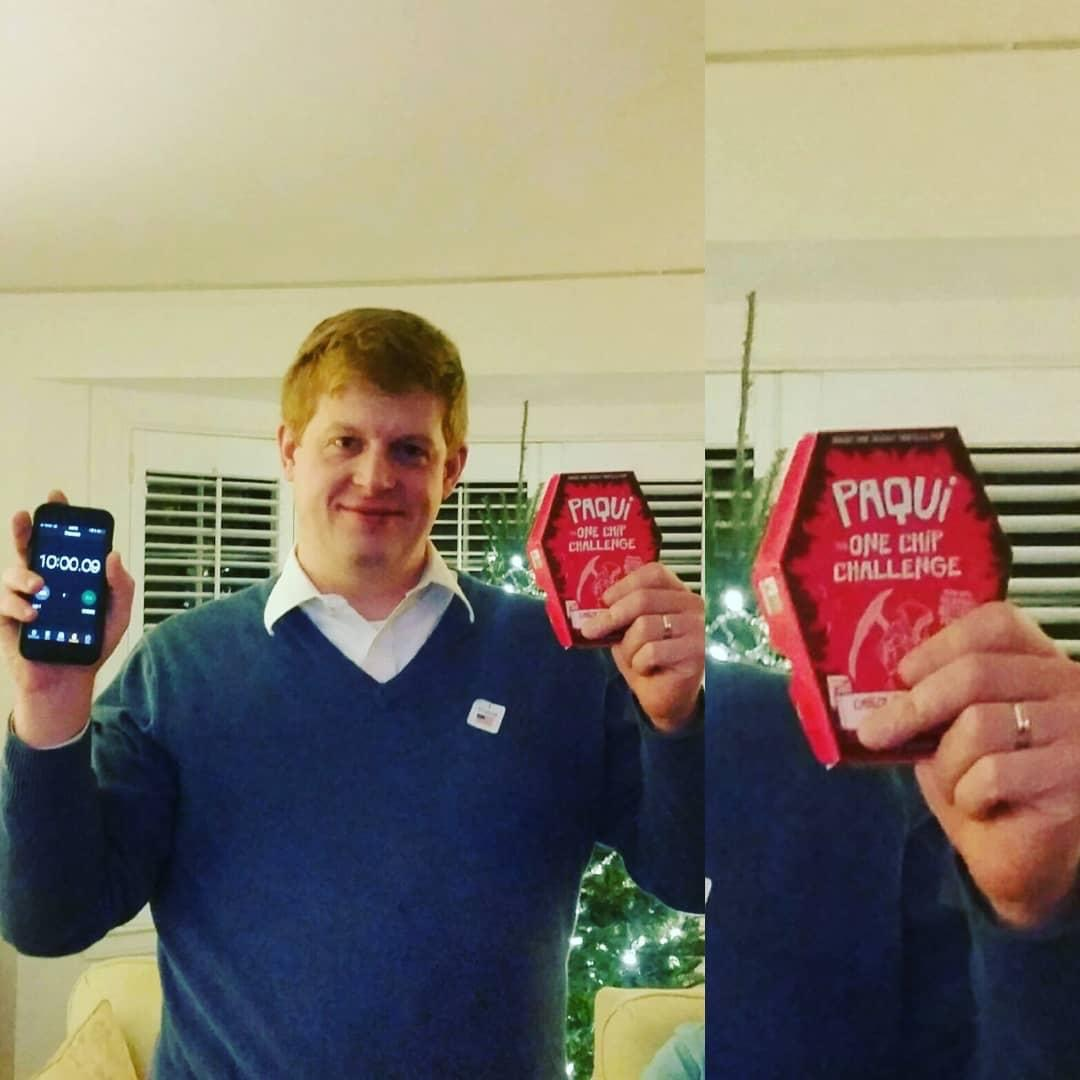
完成挑战后庆祝的人，右侧为玉米片包装盒的近距离视图

死神玉米片挑战（英語：One Chip Challenge）是一项网络挑战活动，参与者需要吃下一片含有卡罗来纳死神辣椒的特辣帕基牌玉米片，且随后不得通过食用或饮用其他东西来缓解辣感。目前已有很多知名人士已经尝试过这项挑战，但该挑战因其对健康产生负面影响而受到批评。
2023年9月，一名来自美国马萨诸塞州的14岁男孩在接受挑战的当天死亡，随后品牌方立即召回并停止进一步销售该玉米片，且无限期停止对该挑战的宣传。目前其死亡原因正在调查中，尚不清楚该玉米片是否为其死亡的直接原因，亦或是由其自身的健康因素所造成。不过尽管如此，这名青少年的死亡导致该款玉米片在许多零售店被禁售。

## 背景
帕基是美国的玉米片品牌，由好时公司的子公司Amplify Snack Brands生产。该公司的卡罗来那死神玉米片以独立包装出售，是口味最辣的零食之一。 帕基的创立者为资深广告业者道格·莱昂以及阿丽莎·巴萨那，他们于2008年在奥斯汀创立了该品牌。SkinnyPop公司于2015年收购了帕基，莱昂成为了该公司的创意与创新副总裁。SkinnyPop后来又合并为Amplify Snack Brands，随后该公司于2017年被好时公司收购。

## 挑战
Amplify Snack Brands于2016年推出了“死神玉米片挑战”活动，其中参与者须吃下一片卡罗来那死神玉米片，并避免在此之后再吃其他任何东西。KWGN-TV的一位主播曾在直播中参加该挑战，并当场呕吐。此外亚历山德里娅·奥卡西奥-科尔特斯、俠客·歐尼爾、乔尔·恩比德、利尔·亚奇蒂和肖恩·埃文斯等名人都参加了这一挑战。2022年，该玉米片又推出了能够将舌头染成蓝色的改版，以防止人们在挑战中作弊。

## 批评与争议
由于很多参与者在参与挑战后都需要医疗救治，因此该调整一直都存在争议。帕基方面警告称，该挑战只限成年人参加，且参与者应做好安全预防措施。
由于许多少年儿童参与了这项挑战，为此不少学校采取了应对措施。2022年9月，这项挑战被科罗拉多州韦尔法诺县的韦尔法诺学区RE-1禁止，这是因为该区有很多学童参加了此项挑战并因此被送医治疗。此外，加利福尼亚州洛迪的洛迪高中和德克萨斯州佩尔兰的佩尔兰独立学区学校也禁止进行“死神玉米片挑战” 。2022年11月，医护人员赶往位于佐治亚州邓伍迪的邓伍迪高中，以救治参与此项挑战的学生。
2023年9月，马萨诸塞州伍斯特一名14岁男孩在吃下玉米片后直呼腹痛难忍，并在几个小时后死亡。不久之后，帕基在其官网上删除了“在你螺旋式上升之前你能坚持多久？”等宣传死神玉米片挑战的字样，同时也删除了线上销售玉米片及找寻线下玉米片销售点的网页。该公司还要求零售商停止销售玉米片，并向购买这些玉米片的顾客提供退款服务。该公司的一位发言人表示：“我们关心所有消费者，并已决定将该产品下架。目前有几名代表前往零售商处取回召回的产品，以防止通过线下销售进一步对消费者造成伤害。”
除了玉米片本身以外，很多涉及此项挑战的人也因其他原因受到批评。说唱歌手T.I.的儿子金·哈里斯提出，如果一位无家可归的流浪汉能够成功参与这项挑战，那么他将给他50美元奖励。这一提议引发了很大的争议。由于此人未能完成挑战，哈里斯最终只肯支付其20美元。